# Gloria de la Fuente
Gloria Alejandra de la Fuente González (Santiago, 25 de mayo de 1977) es una política, politóloga y académica chilena. Desde el 10 de marzo de 2023 se desempeña como subsecretaria de Relaciones Exteriores de Chile bajo el gobierno del presidente Gabriel Boric, anteriormente se desempeñó como consejera y presidenta del Consejo para la Transparencia.

## Biografía
Nació en el seno de una familia de clase media alejada de la política y se crío en la comuna de La Florida. Realizó sus estudios secundarios en el Liceo N.º 1 Javiera Carrera, pasando a estudiar la carrera de ciencia política en la Universidad Católica de Chile y, posteriormente, un doctorado en Ciencias Sociales en la Universidad de Chile.
Su ejercicio profesional se ha desarrollado en el ámbito de temas de transparencia, llegando a figurar como consultora y posterior presidenta del Consejo para la Transparencia, siendo también consultora internacional de Eurosocial y de la Red de Transparencia y Acceso a la Información Pública, además de haberse desempeñado como directora de proyecto en Chile Transparente, capítulo chileno de Transparencia Internacional; también ha sido parte del directorio de la Fundación Proacceso así como de la Fundación Chile 21, de la cual llegó a ser presidenta. Trabajó también en el Ministerio Secretaría General de la Presidencia y fue miembro del Consejo Asesor permanente para la Reforma del Estado en Chile.
En el ámbito académico, ha sido docente en la Universidad de Chile, Universidad Alberto Hurtado, Universidad de Santiago de Chile, Universidad Católica de Temuco y Universidad Academia de Humanismo Cristiano.
El día 10 de marzo de 2023 fue llamada por el presidente, Gabriel Boric, para asumir el cargo de Subsecretaria de Relaciones Exteriores, siendo una de las encargadas, junto a la subsecretaria de Relaciones Económicas Internacionales, Claudia Sanhueza, y el ministro de Relaciones Exteriores, Alberto van Klaveren, del lanzamiento de la Política Exterior Feminista de Chile. Su nombramiento no estuvo exento de polémicas, debido a tuvo que renunciar a su cargo como presidenta y consejera del Consejo para la Transparencia para asumir en la subsecretaría, provocando con ello la imposibilidad de que dicho Consejo sesione, esto debido a que el organismo no podría reunir los quorums mínimos exigidos por la ley hasta que se nombrase a su reemplazo.